# Coxim
Coxim là một đô thị thuộc bang Mato Grosso do Sul, Brasil. Đô thị này có diện tích 6411,552 km², dân số năm 2007 là 31797 người, mật độ 4,96 người/km².